# Joburg Open 2013
Het Joburg Open is een golftoernooi waarvan de zevende editie wordt gespeeld van 7-10 februari 2013 op de Oost- en Westbaan van de Royal Johannesburg and Kensington Golf Club. Titelverdediger is Branden Grace. Hij was zijn eerste overwinning op de Europese Tour, later dat jaar behaalde hij nog twee overwinningen. Het prijzengeld is € 1.300.000.

## Verslag
De Oostbaan heeft een par van 72, de Westbaan een par van 71. Er doen 210 spelers mee.

### Ronde 1
De scores op de Westbaan zijn meestal lager dan op de Oostbaan, en dat is deze ronde ook. De twee leiders, Richard Sterne, winnaar van 2008, en Maximilian Kieffer maakten een ronde van 63 op de Westbaan, Bryce Easton was met -7 de beste speler op de Oostbaan. Robert-Jan Derksen had een goede start maar verloor vier slagen op de laatste vier holes. Maarten Lafeber begon slecht en eindigde met twee birdies.

### Ronde 2
Trevor Fisher maakte een ronde van 62, net geen evenaring van het baanrecord, dat al jaren op naam van Charl Schwartzel staat. De 22-jarige rookie Kieffer zakte iets af na een dubbel-bogey op hole 16. Derksen maakte weer een ronde van -2.
Er wordt deze week zeer wisselend gescoord, er werden veel birdies en bogeys gemaakt, Justin Harding maakte de eerste twee dagen 5 eagles, 5 birdies en 11 bogeys en deelde daarna de 55ste plaats met Derksen.

### Ronde 3
De derde ronde wordt op de Oostbaan gespeeld, 69 spelers hebben zich voor het weekend gekwalificeerd. Vanaf hole 13 stonden de leiders weer gelijk, inmiddels op -19, op hole 15 maakten beiden een bogey, en op hole 18, een par 5, maakten beiden een birdie waarna ze samen aan de leiding bleven.
Felipe Aguilar is de enige buitenlander in de top-6. Hij deelt de derde plaats met George Coetzee, Charl Schwartzel en Jaco van Zyl. Robert-Jan Derksen sloeg als eerste af en maakte een mooie score van -5. De beste dagronde was een score van -7 van Garth Mulroy.

### Ronde 4
De laatste ronde wordt weer in groepen van drie gespeeld en van twee tees gestart. De laatste partij bestaat uit de twee leiders en Jaco van Zyl. Sterne werd meteen onder druk gezet door Fisher, die met een eagle begon. Sterne begon met twee birdies, en daarna stonden ze dus weer gelijk. Vanaf dat moment ging het met Fisher bergafwaarts, na 14 holes stond hij +2 terwijl Sterne op -6 stond en totaal op -25. De spelers die op dat moment de tweede plaats deelden, stonden op -18.
Sterne won met zeven slagen voorsprong, hij was de enige speler die deze week slechts één bogey maakte.
| Naam               | Score R1 | Score R1 | Nr   | Score R2 | Score R2 | Totaal | Nr  | Score R3 | Score R3 | Totaal | Nr  | Score R4 | Score R4 | Totaal | Nr  |
| ------------------ | -------- | -------- | ---- | -------- | -------- | ------ | --- | -------- | -------- | ------ | --- | -------- | -------- | ------ | --- |
| Richard Sterne     | 63       | -8       | T1   | 65       | -7       | -15    | T1  | 68       | -4       | -19    | T1  | 64       | -8       | -27    | 1   |
| Charl Schwartzel   | 68       | -4       | T15  | 65       | -6       | -10    | T7  | 68       | -3       | -14    | T3  | 66       | -6       | -20    | 2   |
| Ricardo Santos     | 70       | -2       | T61  | 65       | -6       | -8     | T11 | 69       | -3       | -11    | T10 | 64       | -8       | -19    | T3  |
| George Coetzee     | 67       | -4       | T15  | 64       | -8       | -12    | 3   | 70       | -2       | -14    | T3  | 67       | -5       | -19    | T3  |
| Felipe Aguilar     | 67       | -4       | T15  | 66       | -6       | -10    | T7  | 68       | -4       | -14    | T3  | 67       | -5       | -19    | T3  |
| Thomas Aiken       | 67       | -5       | T11  | 70       | -2       | -7     | T17 | 66       | -6       | -13    | T7  | 66       | -6       | -18    | T6  |
| Keith Horne        | 67       | -4       | T15  | 66       | -6       | -10    | T7  | 71       | -1       | -11    | T10 | 65       | -7       | -18    | T6  |
| Trevor Fisher      | 66       | -6       | T8   | 62       | -9       | -15    | T1  | 68       | -4       | -19    | T1  | 73       | +1       | -18    | T8  |
| Jaco van Zyl       | 66       | -5       | T11  | 68       | -4       | -9     | T9  | 67       | -5       | -14    | T3  | 70       | -2       | -16    | T11 |
| Robert-Jan Derksen | 69       | -2       | T61  | 70       | -2       | -4     | T55 | 67       | -5       | -9     | T24 | 69       | -3       | -12    | T25 |
| Maximilian Kieffer | 63       | -8       | T1   | 72       | par      | -8     | T11 | 72       | par      | -8     | T35 | 69       | -3       | -11    | T29 |
| Maarten Lafeber    | 75       | +3       | T178 | 75       | +4       | +7     | MC  |          |          |        |     |          |          |        |     |

| Oostbaan |  | Westbaan |  | Leider |  | Toernooirecord |  | MC = missed cut = cut gemist |  | DQ = disqualified |

## Spelers
De spelers komen van de Europese Tour, de Sunshine Tour en de regionale Order of Merit. Er doen twee Nederlanders mee.
| Europese Tour - Felipe Aguilar - Björn Åkesson - Matthew Baldwin - Richard Bland - Grégory Bourdy - Kristoffer Broberg - James Busby - Jorge Campillo - Magnus A. Carlsson - Christian Cévaër - SSP Chowrasia - Robert-Jan Derksen - Chris Doak - Andrew Dodt - David Drysdale - Niclas Fasth - Richard Finch - Oliver Fisher - Tommy Fleetwood - Oscar Florén - Mark Foster - Lorenzo Gagli - Ignacio Garrido - Ricardo González - Emiliano Grillo - JB Hansen - Søren Hansen - Andreas Hartø - Grégory Havret - Scott Henry - Raphaël Jacquelin - Lasse Jensen - Michael Jonzon - Alexandre Kaleka - Simon Khan - Søren Kjeldsen - Espen Kofstad - Maarten Lafeber - Joakim Lagergren - José Manuel Lara - Craig Lee - Tom Lewis - Sam Little - Chris Lloyd | - Gary Lockerbie - Mikael Lundberg - Gareth Maybin - Richard McEvoy - Damien McGrane - James Morrison - Matthew Nixon - Chris Paisley - John Parry - Eddie Pepperell - Phillip Price - Robert Rock - Brett Rumford - Ricardo Santos - Joel Sjöholm - Lee Slattery - Matthew Southgate - Graeme Storm - Andy Sullivan - Alessandro Tadini - Simon Wakefield - Paul Waring - Marc Warren - Steve Webster - Peter Whiteford - Martin Wiegele - Danny Willett - Fabrizio Zanotti Invitaties - Sipho Bujela - Nick Dougherty - Chris Gane - Peter Hedblom - Thabo Maseko - Makgetha Mazibuko - Prinavin Nelson - Musiwalo Nethunzwi - Jonathan Raphunga - Omar Sandys - Atti Schwartzel - Thabang Simon | Regionale spelers - Warren Abery - Jaco Ahlers - Thomas Aiken - Christiaan Basson - Oliver Bekker - Jacques Blaauw - Desvonde Botes - Michiel Bothma - Merrick Bremner - Hendrik Buhrmann - Dean Burmester - Ryan Cairns - Matthew Carvell - Neil Cheetham - J.G. Claassen - Wallie Coetsee - George Coetzee - Charl Coetzee - Josh Cunliffe - Andrew Curlewis - Adilson Da Silva - MJ Daffue - Keenan Davidse - Louis de Jager - Bryce Easton - Tyrone Ferreira - Derik Ferreira - Steven Ferreira - Darren Fichardt - Andrew Georgiou - Michael Gligic - Branden Grace (2012) - Daniel Greene - Vaughn Groenewald - Alex Haindl - Justin Harding - Jared Harvey - David Hewan - Michael Hollick - Keith Horne - Jean Hugo - James Kamte | - Peter Karmis - James Kingston - Jbe' Kruger - Doug McGuigan - PH McIntyre - Anthony Michael - Titch Moore - Tyrone Mordt - Grant Muller - Garth Mulroy - Mark Murless - Colin Nel - Shaun Norris - Riekus Nortje - Hennie Otto - Albert Pistorius - Jake Redman - Jake Roos - Lyle Rowe - Charl Schwartzel - Neil Schietekat - Teboho Sefatsa - J.J. Senekal - Theunis Spangenberg - Richard Sterne - Ryan Strauss - Ockie Strydom - Chris Swanepoel - Des Terblanche - Ryan Tipping - Tyrone van Aswegen - Ulrich van den Berg - Divan van den Heever - Dawie van der Walt - Tjaart van der Walt - Danie van Tonder - Jaco van Zyl - Bradford Vaughan - Allan Versfeld - Justin Walters - Ross Wellington - Mark Williams |

2010 · 2011 · 2012 · 2013 · 2014